# Олег Святославич (князь древлянский)
Оле́г Святосла́вич (погиб в 977) — князь древлян, сын Святослава Игоревича. Погиб в войне против своего старшего брата Ярополка Святославича. Некоторые историки считают его первым Рюриковичем, ставшим жертвой династической междоусобицы.

## Биография
Точные дата и место рождения Олега Святославича неизвестны. Он был вторым сыном Святослава Игоревича. Имя его матери в источниках не сохранилось. Историк С. В. Алексеев предположил, что она была княжной одного из подвластных Святославу племен или градов. Поскольку она не упоминается летописями при описании осады печенегами Киева в 968 году, исследователи делают выводу, что к тому времени она уже умерла.
После ухода Святослава в поход на Дунай его дети остались в Киеве с княгиней Ольгой, которая занималась их воспитанием. По мнению историков, она знакомила юных княжичей с основами христианской веры. Их имена впервые упоминаются в летописях в связи с осадой Киева печенегами в 968 году.

Как отмечал С. В. Алексеев, изначально Святослав хотел разделить свои владения между Ярополком и Олегом. Старшему сыну он назначил Киев, Олег же получил в управление землю древлян. Это отчасти удовлетворяло самолюбие тамошней знати, помнившей о независимости и уязвленной подчинением Рюриковичам. Какой город Олег сделал столицей своих владений, точно неизвестно. По одной из версий, центром Деревской земли он определил Вручий (Овруч). Пока Святослав в Киеве готовился к походу на Балканы, к нему прибыло новгородское посольство, просившее его назначить князем Новгорода одного из трех сыновей. Ярополк и Олег отказались от этого предложения, поэтому Святослав отправил княжить в Новгород Владимира.

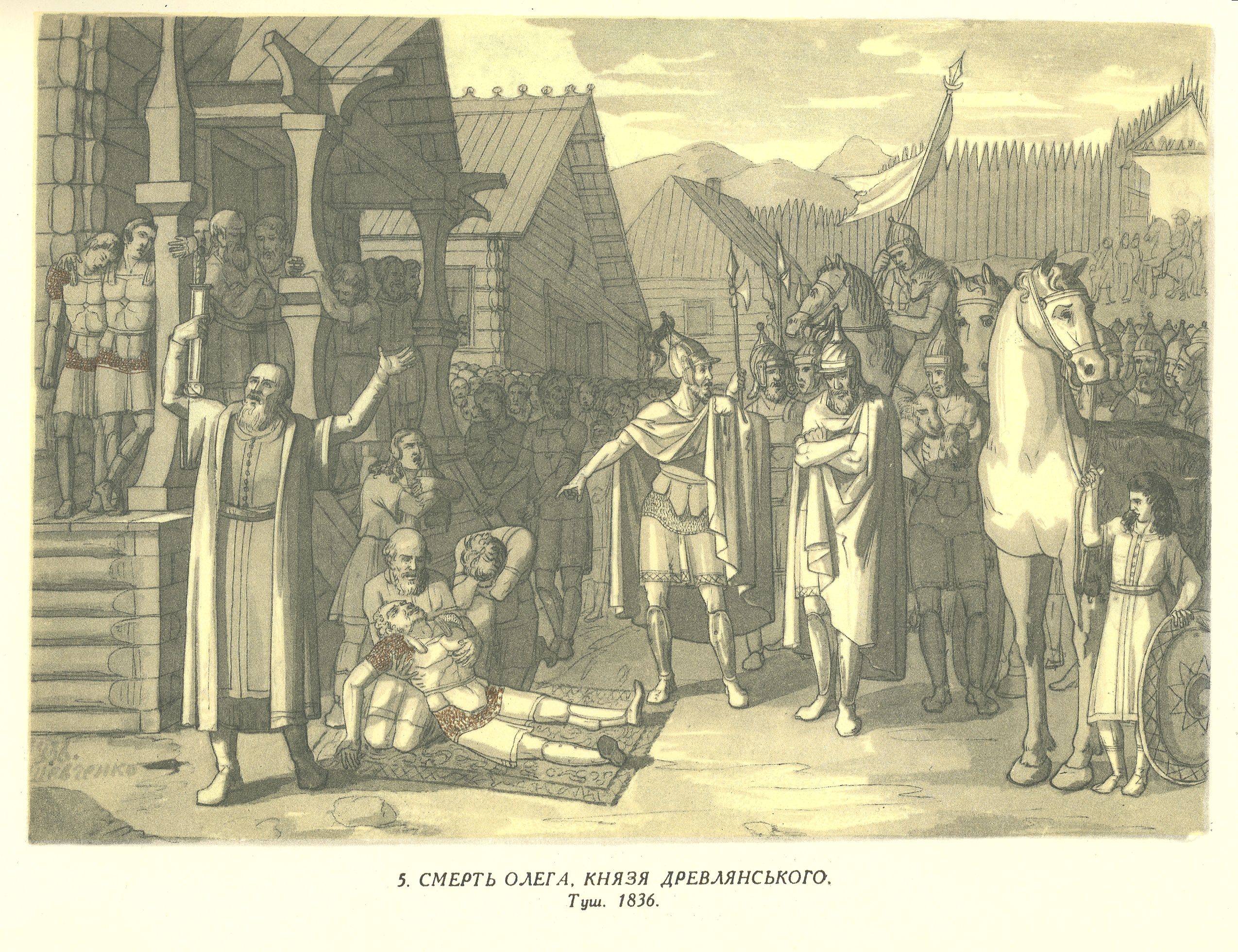
Шевченко Т. Г. Смерть Олега, князя древлянского

Святослав Игоревич погиб в 972 году где-то в днепровских порогах. Великим князем на Руси стал его сын Ярополк. О том, как он взаимодействовал с Олегом и Владимиром, летописи не сообщают. Ряд историков полагает, что Олег и Владимир признавали верховную власть Ярополка. Другие считают, что они были равноправными правителями. Но вскоре после гибели Святослава между братьями вспыхнула распря.
По разным версиям, она началась в конце 973 года или в 975 году. Во владения Олега во время охоты вторгся Лют Свенельдич, знатный киевский боярин, сын воеводы Свенельда, пользовавшегося большим влиянием при дворе Ярополка. Узнав, кто именно охотится в его землях, Олег приказал убить Люта. Ряд историков выдвинул теорию, что действия Люта были намеренной провокацией, поскольку ещё при князе Игоре Рюриковиче Свенельд собирал дань с древлян. То, что Лют охотился во владениях Олега открыто, могло быть воспринято как демонстративное посягательство на них.

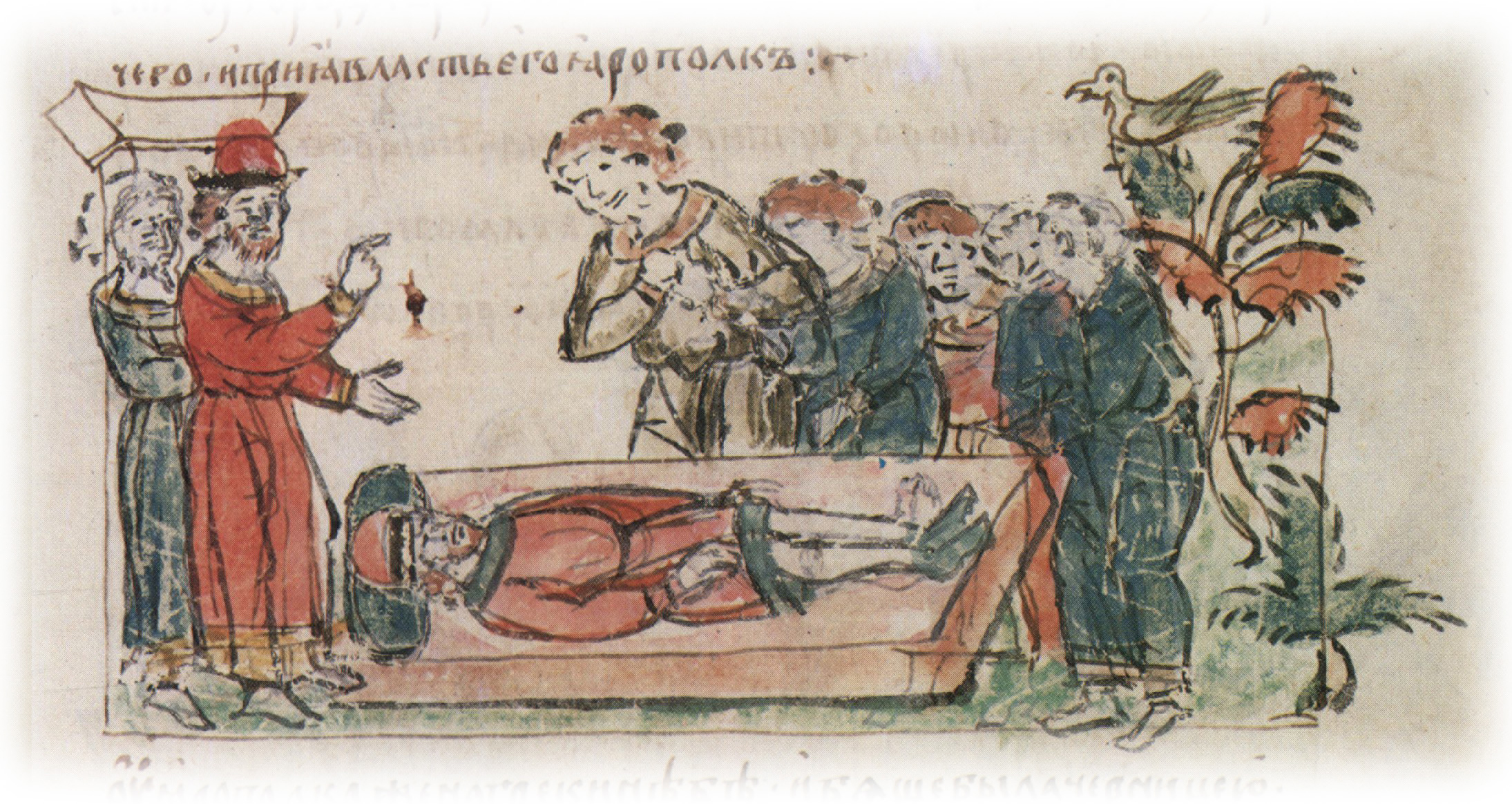
Оплакивание и погребение Олега Святославича у города Овруча

Узнав о гибели сына, Свенельд начал подстрекать Ярополка к войне с Олегом, говоря: «Пойди на брата своего, и примешь власть его». Какое-то время Ярополк отказывался выступить против брата, но спустя два года после убийства Люта Олегом он собрал войско и начал поход в землю древлян. Олег не стал укрываться за стенами детинца Вручего и встретил брата неподалёку. В сражении войско Олега было разбито, он и его уцелевшие воины бросились к городским воротам. На мосту через ров возникла давка, воины, ища спасения в городе, сталкивали друг друга с моста. В ров упал и сам Олег. Вручий сдался Ярополку, который сразу начал разыскивать своего брата. Поиски ни к чему не привели, пока один из древлян не сказал: «Видел я вчера, как спихнули его с моста». Расчистив ров, воины Ярополка нашли тело Олега. Увидев его, Ярополк разрыдался. «Вот, — воскликнул он, обращаясь к Свенельду, — этого-то ты и хотел». Олега похоронили под стенами Вручего.
О браке и детях Олега из русских летописей ничего не известно. Некоторые поздние чешские источники XVI—XVII веков говорят, что у Олега был сын, Олег Моравский, удалившийся в Чехию и ставший родоначальником знатного моравского рода Жеротинов.
В 1044 году Ярослав Мудрый, возможно не желая оставлять уже умершего родственника язычником, распорядился выкопать останки Олега и его брата Ярополка, крестить их кости и похоронить в Десятинной церкви.

## Образ в искусстве
Образ в былинах
В образе Вольги Святославича из былин о Вольге и Микуле А. А. Шахматов, Б. А. Рыбаков, И. Л. Андроников, З. И. Власова и другие видели древлянского князя Олега.
Образ в кино
«Викинг» (Россия; 2016) режиссёр Андрей Кравчук, в роли Олега Древлянского — Кирилл Плетнёв.
Образ в литературе
Гибель Олега Святославича упоминается в повести Ю. Д. Ячейкина «Божедар или Византийский двойник».